# Abaque de Smith

Un exemple d'abaque de Smith.

Pour les articles homonymes, voir Abaque.
L'abaque de Smith est un nomogramme reliant le rapport des ondes guidées incidentes et réfléchies le long d'un guide de propagation à la variation d'impédance caractéristique le long de ce guide.
Cette représentation porte le nom de son inventeur, Phillip Hagar Smith, proposée en 1939, à la suite de ses travaux sur le calcul de la ligne de transmission à la RCA.

## Description
Un plan complexe est associé aux coefficients de réflexion d'une onde guidée, et l'abaque est généralement réduit à un disque tel que le module du coefficient de réflexion est inférieur ou égal à 1. En 1944, l'abaque a été amélioré en facilitant la lecture de la valeur du coefficient de réflexion en représentation polaire.
Le coefficient de réflexion {\displaystyle \rho } est associé à l'impédance {\displaystyle Z} par l'équation suivante :
{\displaystyle \rho ={\frac {Z-Z_{0}}{Z+Z_{0}}}}
avec {\displaystyle Z_{0}} l'impédance caractéristique de la ligne de transmission servant de référence à l'origine des ondes guidées.
Un point de l'abaque représente une impédance : l'abaque de Smith donne la valeur de la partie réelle et de la partie imaginaire de l'impédance {\displaystyle Z}.
L'abaque est ainsi constitué d'un réseau de cercles ou d'arcs de cercles, les isocourbes : parties réelles de {\displaystyle Z} constantes et parties imaginaires de {\displaystyle Z} constantes.
L'abaque est utilisable pour toutes valeurs de {\displaystyle Z_{0}}, en exprimant sur les graduations la valeur de l'impédance réduite {\displaystyle z}.
L'impédance réduite est {\displaystyle z={\frac {Z}{Z_{0}}}}, et l'expression du coefficient de réflexion devient {\displaystyle \rho ={\frac {z-1}{z+1}}}.
Les tracés doivent être menés à une fréquence unique d'onde guidée, ou à une position unique de la ligne de transmission, et toujours avec les valeurs réduites des impédances, c'est-à-dire en prenant l'impédance caractéristique {\displaystyle Z_{0}} comme unité.
À titre d'exemples :
- Le centre de l'abaque (z = 1 + j 0) représente une résistance pure égale à l'impédance caractéristique {\displaystyle Z_{0}}  de la ligne considérée.
- L'axe horizontal représente des résistances pures.
- On peut trouver l'impédance présentée par une ligne de longueur donnée en plaçant sur l'abaque un point représentant la charge en bout de ligne, et en tournant autour du centre, dans le sens des aiguilles d'une montre, d'un angle fonction de la longueur de la ligne. Sachant qu'un tour complet correspond à une demi-onde (λ/2) électrique, on voit qu'on retrouve l'impédance de départ au bout d'une demi-onde.

Les appareils de mesure des coefficients de réflexion des ondes guidées, par exemple les analyseurs de réseau vectoriels, représentent souvent la mesure dans un abaque de Smith.
Au fil des années, l'abaque de Smith s'est enrichi d'échelles relatives à la direction des ondes, à la correspondance à des coefficients de transmission ou d'onde stationnaires. Des indications relatives à l'introduction de réactances ou de lignes en série, et de susceptances ou de lignes en parallèle ont été apportées.

### Utilisation de l'abaque de Smith pour adapter une source à une charge
Par extension des usages, on peut aussi utiliser l'abaque de Smith pour concevoir des réseaux d'adaptation d'une source d'impédance complexe à une charge d'impédance complexe, même en l'absence de ligne de transmission. La principale application dans ce cas est l'adaptation entre étages d'amplification RF. La méthode consiste à partir du point représentant l'impédance de départ (que ce soit un générateur ou une charge), à lui faire subir les transformations (mise en série ou en parallèle de réactances), afin d'arriver au point représentant le conjugué de l'impédance d'arrivée.